# Roberto Lowy
Roberto Lowy (...) è un ex schermidore cileno.

## Palmarès
In carriera ha conseguito i seguenti risultati:
- Giochi Panamericani:

San Paolo 1963: bronzo nella sciabola a squadre.